# Classe Knox
La classe Knox est une classe de frégates de la Marine des États-Unis initialement prévues comme escorteurs, ce qui a changé leur désignation de coque de DE à FF en 1975.
Il existe une sous-classe de la classe Knox appelée la classe Hewes.
La classe Knox comprend 46 frégates.

## Historique

### Contexte
Au début des années 1970, l'Espagne construit une version agrandie, la classe Baleares, comptant cinq navires.

### Construction
Dix navires ont été autorisés au cours de l'exercice comptable 1964, seize en 1965, et dix pour chacun des exercices 1966, 67 et 68. Six ont été annulés en 1968, et quatre autres en 1969. Alors que les navires FY64 et FY65 ont été commandés à quatre chantiers navals différents, les navires ultérieurs (DE-1078 et suivants) ont tous été commandés au chantiel naval Avondale afin de réduire les coûts.

### Retrait
Après leur retrait de service dans l'US Navy entre 1991 et 1994, plusieurs sont donnés à six marines alliés dans les années 1990 :
- Égypte : 2 (en service en 2020)
- Gréce : 3 (plus en service en 2020)
- Taïwan : 8 (nommés classe Chi Yangn, 6 en service en 2020)
- Thaïlande : 2 (retiré en 2015 et 2017)
- Turquie : 11 (3 en tant que réserve de pièces détachées, tous retirés du service en 2001 et 2013)
- Mexique : 4 (nommés classe Allende, en service en 2020)

## Armement
L'United States Navy fit construire les futures frégates de la classe Knox avec un espace vide réservé à l'installation du missile antiaérien MIM-46 Mauler et de ses systèmes, qui n'auraient plus eu qu'à être fixés une fois livrés mais le programme Mauler fut abandonné.[réf. nécessaire]

## Liste des navires de la classe
| Nom              | Numéro de coque | Chantier        | Mis en service le Retiré du service le | Sort                                                                    | Lien |
| ---------------- | --------------- | --------------- | -------------------------------------- | ----------------------------------------------------------------------- | ---- |
| Knox             | FF-1052         | Todd, Seattle   | 1969–1992                              | Coulé en tant que navire-cible                                          |      |
| Roark            | FF-1053         | Todd, Seattle   | 1969–1991                              | Démoli                                                                  |      |
| Gray             | FF-1054         | Todd, Seattle   | 1970–1991                              | Démoli                                                                  |      |
| Hepburn          | FF-1055         | Todd, San Pedro | 1969–1991                              | Coulé en tant que navire-cible                                          |      |
| Connole          | FF-1056         | Avondale        | 1969–1992                              | Donné à la Grèce, renommé Ipirus (F-456) Coulé en tant que navire cible |      |
| Rathburne        | FF-1057         | Lockheed        | 1970–1992                              | Coulé en tant que navire-cible                                          |      |
| Meyerkord        | FF-1058         | Todd, San Pedro | 1969–1991                              | Démoli                                                                  |      |
| W. S. Sims       | FF-1059         | Avondale        | 1970–1991                              | Donné à la Turquie                                                      |      |
| Lang             | FF-1060         | Todd, San Pedro | 1970–1991                              | Démoli                                                                  |      |
| Patterson        | FF-1061         | Avondale        | 1970–1991                              | Démoli                                                                  |      |
| Whipple          | FF-1062         | Todd, Seattle   | 1970–1992                              | Donné au Mexique, renommé Almirante Francisco Javier Mina (F-214)       |      |
| Reasoner         | FF-1063         | Lockheed        | 1971–1993                              | Donné à la Turquie, renommé Kocatepe (F-252)                            |      |
| Lockwood         | FF-1064         | Todd, Seattle   | 1970–1993                              | Démoli                                                                  |      |
| Stein            | FF-1065         | Lockheed        | 1972–1992                              | Donné au Mexique, renommé Ignacio Allende (F-211)                       |      |
| Marvin Shields   | FF-1066         | Todd, Seattle   | 1971–1992                              | Donné au Mexique, renommé Mariano Abasolo (F-212)                       |      |
| Francis Hammond  | FF-1067         | Todd, San Pedro | 1971–1992                              | Démoli                                                                  |      |
| Vreeland         | FF-1068         | Avondale        | 1970–1992                              | Donné à la Grèce, renommé Makedonia (F-458) retiré du service           |      |
| Bagley           | FF-1069         | Lockheed        | 1972–1991                              | Démoli                                                                  |      |
| Downes           | FF-1070         | Todd, Seattle   | 1971–1992                              | Coulé en tant que navire-cible                                          |      |
| Badger           | FF-1071         | Todd, San Pedro | 1970–1991                              | Coulé en tant que navire-cible                                          |      |
| Blakely          | FF-1072         | Avondale        | 1970–1991                              | Démoli                                                                  |      |
| Robert E. Peary  | FF-1073         | Lockheed        | 1972–1992                              | Donné à Taiwan, renommé Chi Yang (FF-932)                               |      |
| Harold E. Holt   | FF-1074         | Todd, San Pedro | 1971–1992                              | Coulé en tant que navire-cible                                          |      |
| Trippe           | FF-1075         | Avondale        | 1970–1992                              | Donné à la Grèce, renommé Thraki (F-457) coulé en tant que navire-cible |      |
| Fanning          | FF-1076         | Todd, San Pedro | 1971–1993                              | Donné à la Turquie, renommé Adatepe (F-251)                             |      |
| Ouellet          | FF-1077         | Avondale        | 1970–1993                              | Donné à la Thaïlande, renommé HTMS. Phutthaloetla Naphalai (FFG 462)    |      |
| Joseph Hewes     | FF-1078         | Avondale        | 1971–1994                              | Donné à Taiwan, renommé Lan Yang (FF-935)                               |      |
| Bowen            | FF-1079         | Avondale        | 1971–1994                              | Donné à la Turquie, renommé Akdeniz (F-257)                             |      |
| Paul             | FF-1080         | Avondale        | 1971–1992                              | Donné à la Turquie                                                      |      |
| Aylwin           | FF-1081         | Avondale        | 1971–1992                              | Donné à Taiwan, renommé Ning Yang (FF-938)                              |      |
| Elmer Montgomery | FF-1082         | Avondale        | 1971–1993                              | Donné à la Turquie                                                      |      |
| Cook             | FF-1083         | Avondale        | 1971–1992                              | Donné à Taiwan, renommé Hae Yang (FF-936)                               |      |
| McCandless       | FF-1084         | Avondale        | 1972–1994                              | Donné à la Turquie, renommé Trakya (F-257)                              |      |
| Donald B. Beary  | FF-1085         | Avondale        | 1972–1994                              | Donné à la Turquie, renommé Karadeniz (F-255)                           |      |
| Brewton          | FF-1086         | Avondale        | 1972–1992                              | Donné à Taiwan, renommé Fong Yang (FF-933)                              |      |
| Kirk             | FF-1087         | Avondale        | 1972–1993                              | Donné à Taiwan, renommé Fen Yang (FF-934)                               |      |
| Barbey           | FF-1088         | Avondale        | 1972–1992                              | Donné à Taiwan, renommé Hwai Yang (FF-937)                              |      |
| Jesse L. Brown   | FF-1089         | Avondale        | 1973–1994                              | Donné à l'Égypte, renommé Dumyat (F961)                                 |      |
| Ainsworth        | FF-1090         | Avondale        | 1973–1994                              | Donné à la Turquie, renommé Ege (F-256)                                 |      |
| Miller           | FF-1091         | Avondale        | 1973–1991                              | Donné à la Turquie                                                      |      |
| Thomas C. Hart   | FF-1092         | Avondale        | 1973–1993                              | Donné à la Turquie, renommé Zafer (F-253)                               |      |
| Capodanno        | FF-1093         | Avondale        | 1973–1993                              | Donné à la Turquie, renommé Muavenet (F-250)                            |      |
| Pharris          | FF-1094         | Avondale        | 1974–1992                              | Donné au Mexique, renommé ARM Guadalupe Victoria (F-213)                |      |
| Truett           | FF-1095         | Avondale        | 1974–1994                              | Donné à la Thaïlande, renommé HTMS. Phutthayotfa Chulalok (FFG 461)     |      |
| Valdez           | FF-1096         | Avondale        | 1974–1991                              | Donné à Taiwan, renommé Ki Yang (FF-939)                                |      |
| Moinester        | FF-1097         | Avondale        | 1974–1994                              | Donné à l'Égypte, renommé Rasheed (F.962)                               |      |